# Franz Beck
Ne pas confondre avec Franz Ignaz von Beecke, compositeur ayant exercé à Wallerstein en Bavière
Pour les articles homonymes, voir Beck.
Franz Xaver Beck (Mannheim, 15 février 1723 - Bordeaux, 31 décembre 1809) est un compositeur allemand ayant œuvré principalement en France.

## Biographie
Son éducation musicale et violonistique se fait probablement sous l'autorité de son père, hautboïste, puis Franz Beck est l'élève de Johann Stamitz, fondateur de l'école de Mannheim, après l'installation de ce dernier dans cette ville.
À la suite d'un duel, qu'il pense à tort s'être achevé par la mort de son opposant, il s'éloigne de son pays d'origine. Il réside à Venise plusieurs années et y étudie vraisemblablement la composition avec Baldassare Galuppi.  Dans cette ville, il donne des cours de musique à une jeune élève, Anna Oniga (1741, Trévise-1822, Bordeaux). Il l’aurait enlevée en 1754 alors qu’elle a treize ans et lui trente et un ans. Il l’épousera discrètement à Caen en février 1757. Le couple en fuite gagne par bateau Naples où il demeure quelque temps, puis se rend à Marseille.
Dès la fin des années 1750, ses symphonies sont éditées à Paris chez La Chevardière et Venier, en quatre séries de six ; l’une d’entre elles est jouée en 1757 au Concert Spirituel. Il arrive en France vers 1760, à Marseille, où un document le désigne comme étant le chef d'orchestre du Grand Théâtre. Ses œuvres y sont données pendant la saison 1760–1761.
Il s'installe ensuite à Bordeaux vers 1763. Il se porte candidat aux fonctions d'organiste de la cathédrale mais n'est pas admis au concours, l'archevêque de Bordeaux s'étant opposé à ce que des gens de théâtre soient en même temps serviteurs de l'Eglise. À la demande du Maréchal de Richelieu, alors gouverneur de Guyenne en 1765, il se voit confier l’orchestre de l’Opéra des Fossés de l’Intendance avant de triompher au Grand-Théâtre de Bordeaux, lequel vient d'être construit par Victor Louis. Il exerce la même fonction jusqu'à sa mort en 1809. En octobre 1774, il exerce aussi la fonction d’organiste à Saint-Seurin, où ses improvisations sont très admirées. Il sera le premier titulaire à jouer sur l'orgue Micot à quatre claviers qui sera installé en 1776. À la Révolution, Beck ne veut pas être en reste et compose des pièces de circonstance, notamment un Te Deum en 1790, ou un Hymne à la Raison. Tout de même inquiété, il sera innocenté par les représentants de la Terreur, après une brève incarcération en 1794. Sa situation matérielle s'est beaucoup dégradée après 1797, n'étant plus payé pour ses activités au grand Théâtre, renommé Théâtre de la nation. En 1801, malade, il s'installe chez son fils rue Thiac, non loin de la basilique Saint Seurin. En 1803, il est correspondant en composition pour l’Institut.
Il eut pour élèves Pierre Gaveaux, J. Feyzeau, Nicolas-Charles Bochsa et le violoniste Henri-Louis Blanchard. 
Il laisse un fils, Jean-François-Auguste Beck (1768-1837), corsaire durant le Consulat et l'Empire et six filles. L'un de ses descendants, Daniel Beck (1863-1937), sera organiste de l'église Sainte Croix à Bordeaux jusqu'en 1937.

## Œuvres
L'œuvre de Franz Beck est dans la filiation de l'école de Mannheim. Ses compositions vont du Stabat Mater à vingt-quatre symphonies, représentatives de la période pré-classique, en passant par trois opéras et quelques autres compositions, et surtout des pièces pour clavecin ou pianoforte.
L'œuvre de Beck a été catalogué par Anneliese Callen.

### Orchestre
- Six Symphonies, op. 1 (Callen 1-6 ; pub. Paris 1758)[6]
- Six Symphonies, op. 2 (Callen 7-12 ; chez La Chevardière, Paris 1760)[7]
- Six Symphonies, op. 3 (Callen 13-18 ; chez Venier, Paris 1762)[8]
- Six Symphonies, op. 4 (Callen 19-24 ; pub. Paris 1766)
- Symphonies, op. 10 (1760)
- Symphonies, op. 13 (1762)
- Ouverture La mort d'Orphée (La première exécution connue est de 1784, d'après la notice d'une réédition Garland de 1984[9].)
- Ouverture L'île déserte
- Ouverture Athalie[10]
- Quatuors orchestraux

### Vocale
- La belle jardinière, opéra (Bordeaux, 24 août 1767)
- Pandora, mélodrame (Paris, 2 juillet 1789)
- L'Isle déserte (1779), opéra, non représenté
- Stabat Mater (1782, Paris 1783)
- Hymne à l’être suprême (1794)

### Clavier
- 18 Sonates pour Clavecin ou Pianoforte, op. 5 (La Chevardière c. 1773–75)
- L’Ypolite, La Sophie, La Résolue, La Jeliote, & (L'Éveillée). 12 Sonates pour Clavecin ou Pianoforte (ms.) vers 1773. (BNF 39606888).
- Pièces variées en manuscrit non autographe : Allegro moderato en sol mineur - 2 Menuets en sol mineur/sol majeur - Sonate no 2 en ut (BnF, Vma. ms. 193).

## Discographie
- Six Symphonies, op. 1 (Callen 1-6) - New Zealand Chamber Orchestra, dir. Donald Armstrong (13 –15 août 2001, Naxos 8.554071)
- Six Symphonies, op. 2 (Callen 7-12) - Thirteen Strings Chamber Orchestra, dir. Kevin Mallon (16 –18 juin 2014, Naxos 8.573323)
- Quatre Symphonies op. 3, nos 1-4 (Callen 13-16) - Toronto Chamber Orchestra, dir. Kevin Mallon (27–30 août 2007, Naxos 8.570799)
- Trois Symphonies, op. 4 nos 1-3 (Callen 19-21) & Symphonie, op. 3, no 6 (Callen 18) - Czech Philharmonic Chamber Orchestra Pardubice, Dir, Marek Stilec (27 août – 06 septembre 2013, Naxos 8.573248)
- Trois Symphonies, op. 4 nos 4-6 (Callen 22-24) & Symphonie, op. 3, no 5 (Callen 17) - Czech Philharmonic Chamber Orchestra Pardubice, Dir, Marek Stilec (27 août–06 septembre 2013, Naxos 8.573249)
- Cinq Symphonies (Callen 25, 30, 34, 35, 36) - Northern Chamber Orchestra, dir. Nicholas Ward (15 –16 janvier 1996, Naxos 8.553790)
- Six Symphonies, op. 3, nos 1, 2, 6 et 3–5 - La Stagione Frankfurt, dir. Michael Schneider (24 septembre/5 octobre 1995 / 18–21 juillet 2003, 2CD CPO)
- Symphonies, op. 4 nos 1, 2 et 3, Ouverture L’Isle Déserte, par La Stagione Frankfurt, dir. Michael Schneider (18–20 octobre 2005, CPO 777 033-2)
- Aurélien Delage. Franz Beck, (12) Pièces inédites pour claviers, Bayard Musique, octobre 2017.

## Éditions
- Artaria, incluant les numéros du catalogue Callen